# Țaga
Țaga (in ungherese Cege) è un comune della Romania di 2 089 abitanti, ubicato nel distretto di Cluj, nella regione storica della Transilvania.
Il comune è formato dall'unione di 5 villaggi: Năsal, Sântejude, Sântejude-Vale, Sântioana, Țaga.